# Andrew Dominik

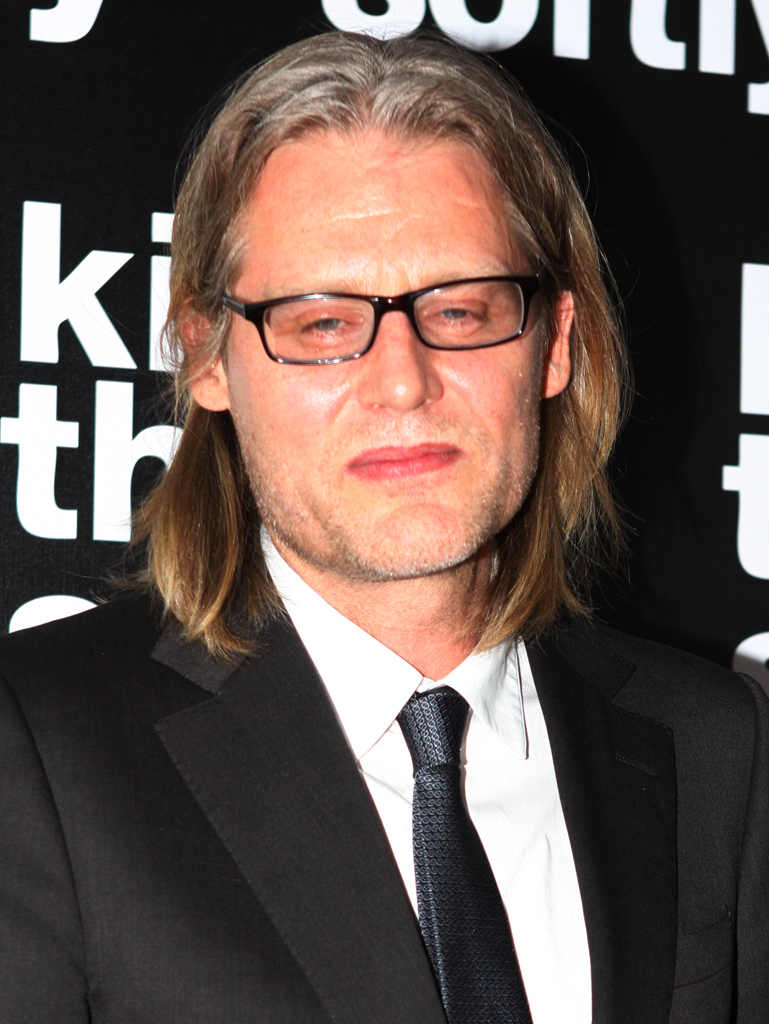
Andrew Dominik (2012)

Andrew Dominik (* 1967 in Wellington, Neuseeland) ist ein australischer Filmregisseur und Drehbuchautor.

## Leben
Dominik lebte in Australien seit er zwei Jahre alt war und schloss sein Studium auf der Melbourne’s Swinburne Film School im Jahre 1988 ab.
Von 2009 bis 2010 war er mit der Schauspielerin Robin Tunney verlobt.

## Karriere
Im Jahr 2000 gab er sein Debüt als Regisseur und Drehbuchautor mit dem Filmdrama Chopper. Die Produktion wurde mehrfach ausgezeichnet, so gewann Dominik bei den Film Critics Circle of Australia Awards den Preis als Bester Regisseur.
Erst 2007 drehte er mit dem Western Die Ermordung des Jesse James durch den Feigling Robert Ford mit Brad Pitt und Casey Affleck in den Titelrollen seinen zweiten Spielfilm. Erneut war er auch für das Drehbuch verantwortlich. Der Film wurde 2008 als Best Western Drama mit dem Spur Award ausgezeichnet.
Zu einer erneuten Zusammenarbeit mit Pitt kam es an dem Thriller Killing Them Softly (ursprünglicher Arbeitstitel: Cogan’s Trade) in dem der Schauspieler die Hauptrolle des Kriminellen Jackie Cogan übernimmt, der den Raubüberfall auf ein von der Mafia abgeschirmtes Pokerspiel untersuchen soll. Der Stoff basiert auf dem in Boston spielenden Kriminalroman Cogan’s Trade von George V. Higgins aus dem Jahr 1974. Der Film, in weiteren Rollen mit James Gandolfini, Richard Jenkins, Ray Liotta und Sam Shepard besetzt, erhielt 2012 eine Einladung in den Wettbewerb der Internationalen Filmfestspiele von Cannes 2012.
Im Jahr 2022 entstand mit Blond eine Fiktion über Marilyn Monroe mit Ana de Armas in der Titelrolle. Das Werk, basierend auf dem gleichnamigen Roman von Joyce Carol Oates aus dem Jahr 2000, brachte Dominik eine Einladung in den Wettbewerb der 79. Internationalen Filmfestspiele von Venedig ein.

## Filmografie
- 2000: Chopper
- 2007: Die Ermordung des Jesse James durch den Feigling Robert Ford (The Assassination of Jesse James by the Coward Robert Ford)
- 2012: Killing Them Softly
- 2016: One More Time with Feeling (Dokumentarfilm über Nick Cave and the Bad Seeds)
- 2022: Blond (Blonde)